# Albert Galloway Keller
Albert Galloway Keller (Springfield, 10 aprile 1874 – New Haven, 31 ottobre 1956) è stato un sociologo statunitense.

## Biografia
Figlio di Laura e Jeremiah Keller, crebbe nel Connecticut e nel 1892 entrò all'Università di Yale, dove divenne discepolo di William Graham Sumner. Distintosi per i voti eccezionali, fu eletto nell'associazione studentesca per studenti meritevoli Phi Beta Kappa e conseguì il baccellierato nel 1896. Nel periodo in cui fu studente del dottorato a Yale, conobbe Caroline Louise Gussman, che sposò il sette luglio 1898, dalla quale successivamente ebbe tre figli: Caroline, Deane ed Elsa Keller.
Conseguito il dottorato in sociologia nel 1899, Sumner lo volle come docente a Yale: nel 1907 Keller fu nominato professore ordinario alla cattedra di «Scienza della società».
Dopo il 1932 fu un acceso avversario del New Deal di Franklin Delano Roosevelt, sostenendo invece uomini politici quali Wendell Willkie, Douglas MacArthur, Benito Mussolini e Joseph McCarthy.
Nel 1942 fu collocato a riposo per sopraggiunti limiti di età e nominato professore emerito.

## Attività scientifica
Sumner affidò a Keller il compito di portare a termine il lavoro da lui iniziato: nel 1927 la Yale University Press pubblicò The Science of Society, opera in quattro volumi a cura di Keller, che inquadra la sociologia dal punto di vista darwiniano.
Oltre a questa enorme opera, che richiese a Keller diciassette anni di lavoro, gli altri suoi ambiti di ricerca furono l'impero coloniale tedesco e la geografia economica.

## Opere
- Albert Galloway Keller, Diversità e selezione nel mutamento socioculturale, a cura di Domenico Maddaloni, Santa Maria Capua Vetere, Ipermedium Libri, 2013.